# Goldberger Textilgyár
A Goldberger Textilgyár egy mára már megszűnt ipari létesítmény Budapest III. kerületében, ami a Pacsirtamező utca – Perc utca – Lajos utca – Tímár utca által közrefogott területen működött. A gyártelep épületei ma is állnak, egy részük  kereskedelmi, szolgáltató vagy kulturális funkciót lát el.  

## Története
Goldberger Ferenc 1784-ben alapította meg kékfestő műhelyét Óbudán. A 19. század konjunktúrájában az apró műhely nagy textilgyárrá fejlődött, a 20. század első felében pedig több európai országban nyitott leányvállalatot. Szomszédságában, a Lajos utca Duna felöli oldalán Spitzer Gerzson 1826-ben alapította a Pamutkikészítőgyárat. A második világháborút követően államosították az egymással konkuráló cégeket, majd 1963-ban a Pamutnyomóipari Vállalat egységeként, Goldberger Textilnyomógyár néven, ugyanakkor egymástól elkülönülve üzemeltek 1981-ig, amikor Goldberger Textilművek néven összevonásra kerültek. A gazdasági átalakulás elején, még a szabályozatlan (spontán) privatizáció során a hajdani Pamutkikészítőgyár Nagyszombat utca és Textilgyár utca közötti épületében nyílt meg 1986-ban a Skála-Coop üzletlánc Sprint Áruház néven üzemelő rövid életű egysége. (Az emeletén ekkoriban már televíziókat szereltek össze.) A szintén 1986 óta BUDAPRINT Pamutnyomóipari Vállalat nevet viselő nagyvállalat 1989-es privatizációját követően, 1997-ben Goldberger Textilművek Rt. néven, mintegy 200 éves fennállás után szűnt meg.
Az óbudai és a kelenföldi üzem épületeit nem bontották el. Jellemzően több kisebb cég bérel bennük telephelyeket, illetve üzletek, szolgáltatók találhatók bennük. A pamutkikészítő telkén a Nagyszombat utcai homlokzat megtartásával az ezredfordulót követően lakópark és irodaház épült.
A legendás óbudai kombinát történetét a kékfestő műhely Lajos utca és a Perc utca sarkán álló épületében 1999-ben megnyílt Goldberger Textilipari Gyűjtemény mutatja be.

## A XI. kerületi Goldberger Textilgyár
A család az 1920-as években Kelenföldön a külső Budafoki úton, az erőművel szemben is létesített egy társüzemet, amelyet Goldberger Textilművek Kelenföldi Gyára, Kelenföldi Textilgyár, vagy rövidítve: KELTEX néven ismertek. A rendszerváltás után ez is megszűnt. Címe: 1117 Budapest, Budafoki út 117. volt.

## Képtár

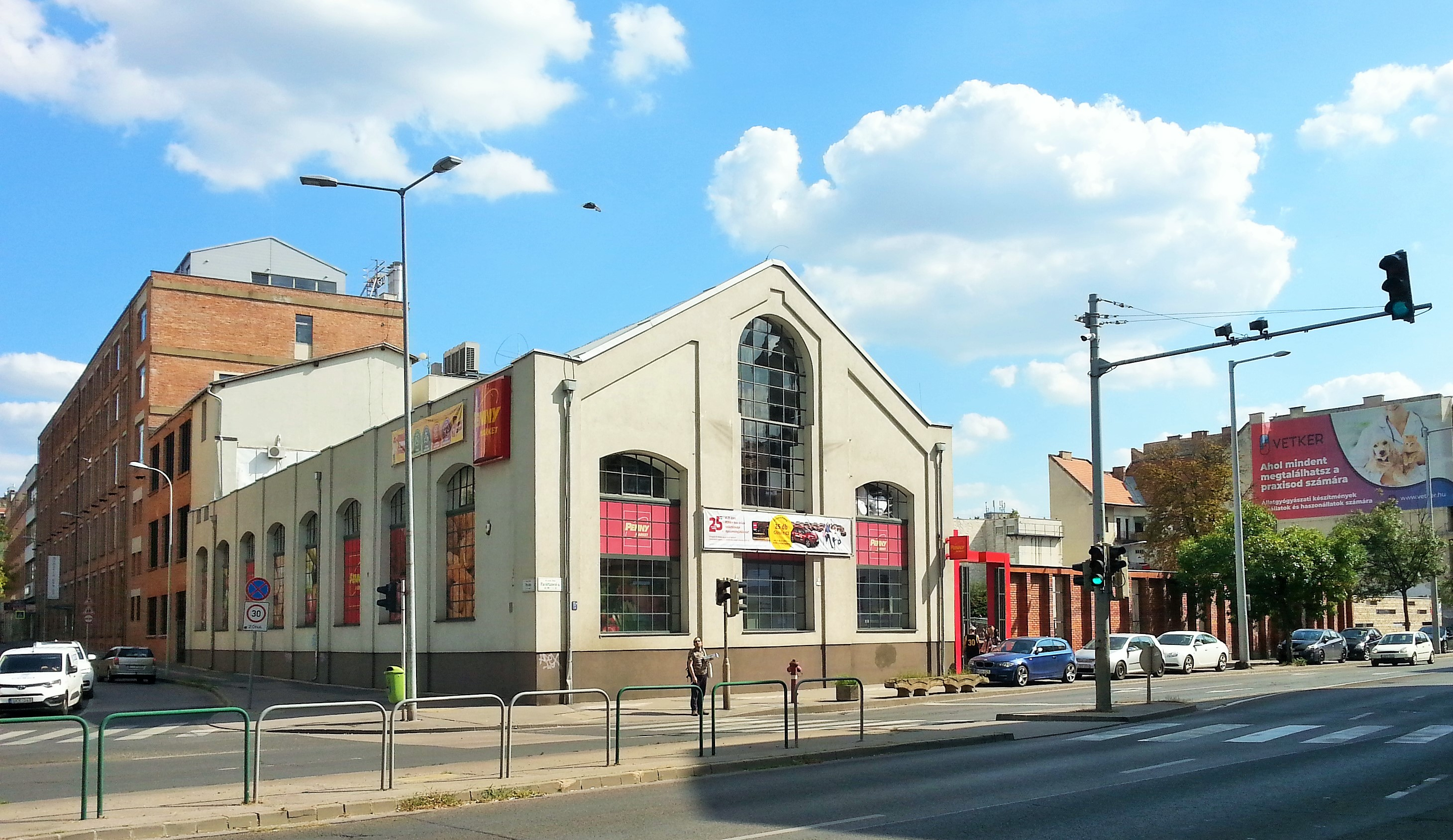
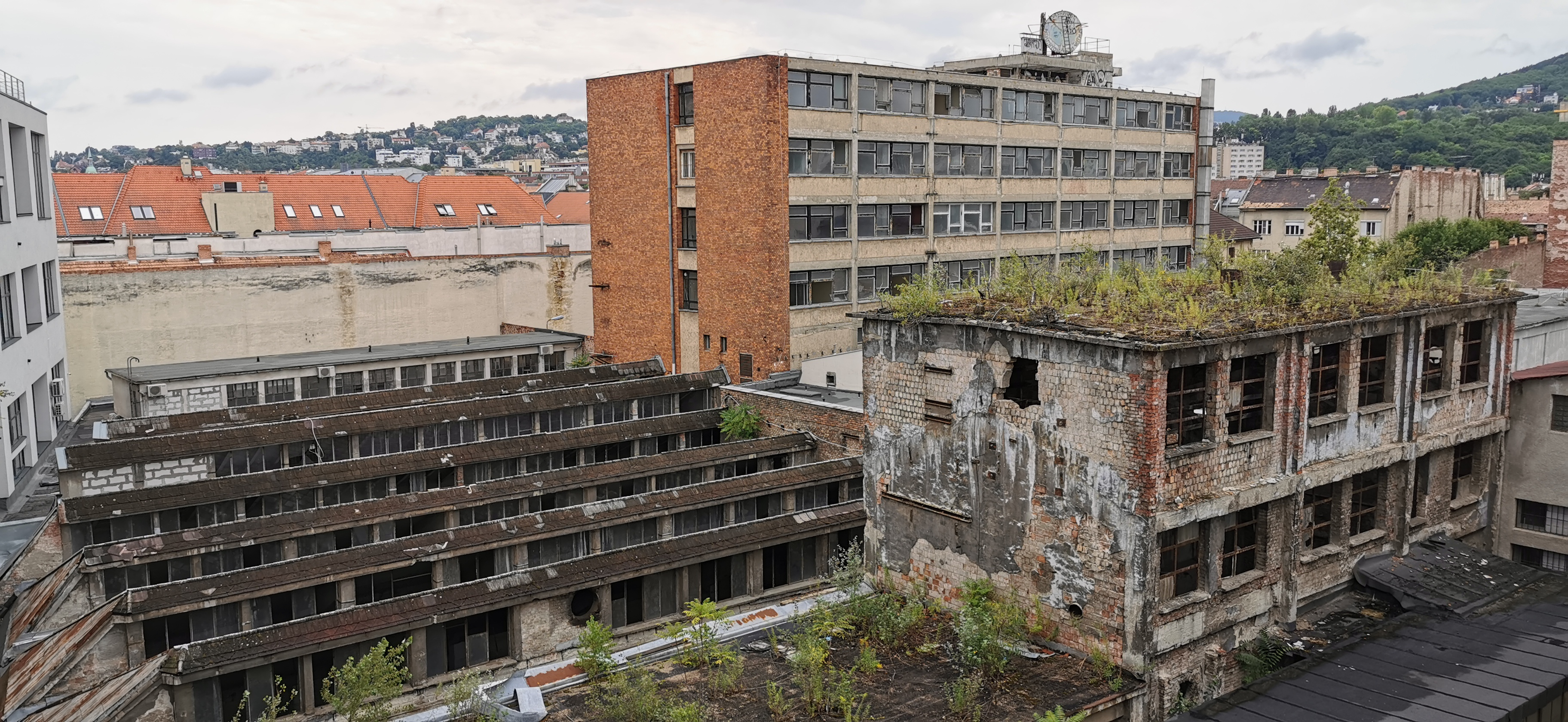
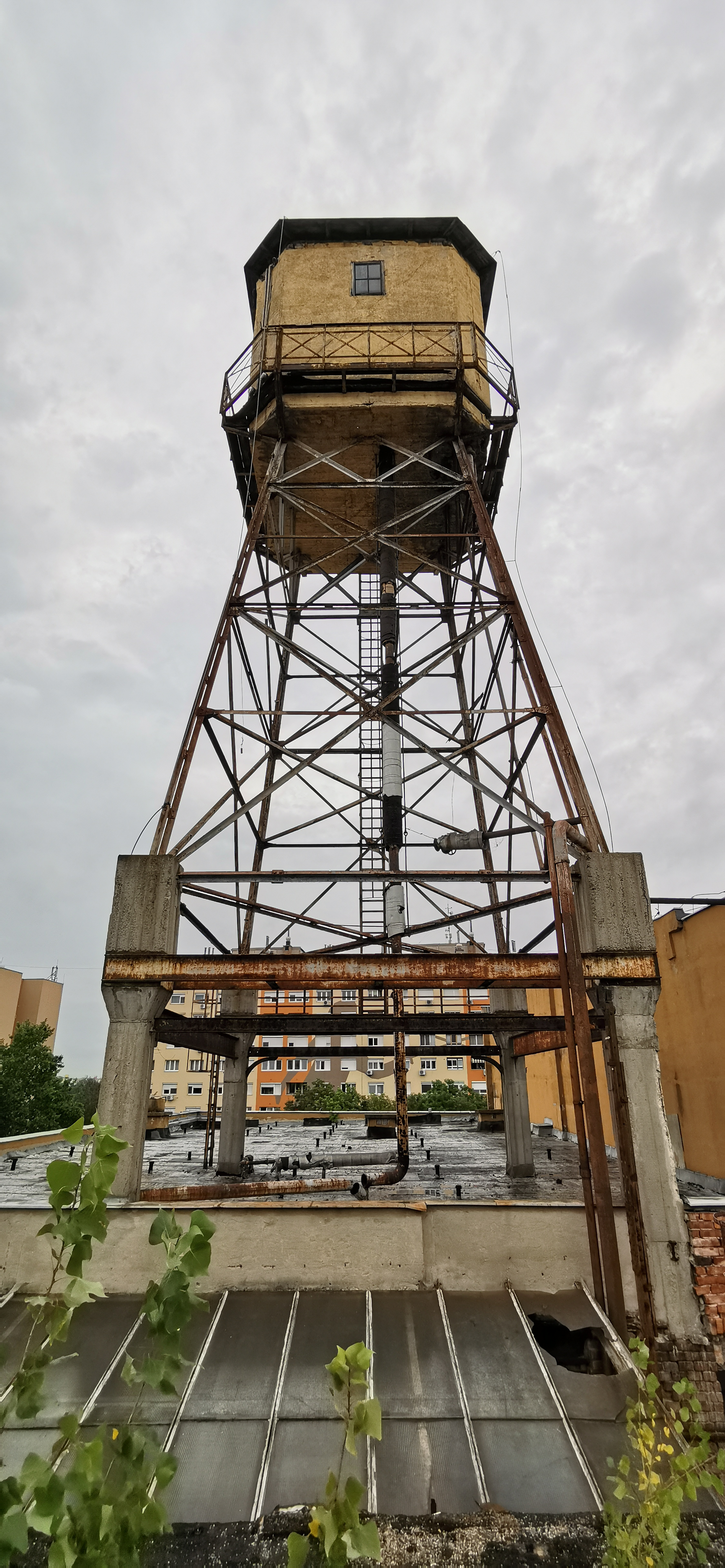
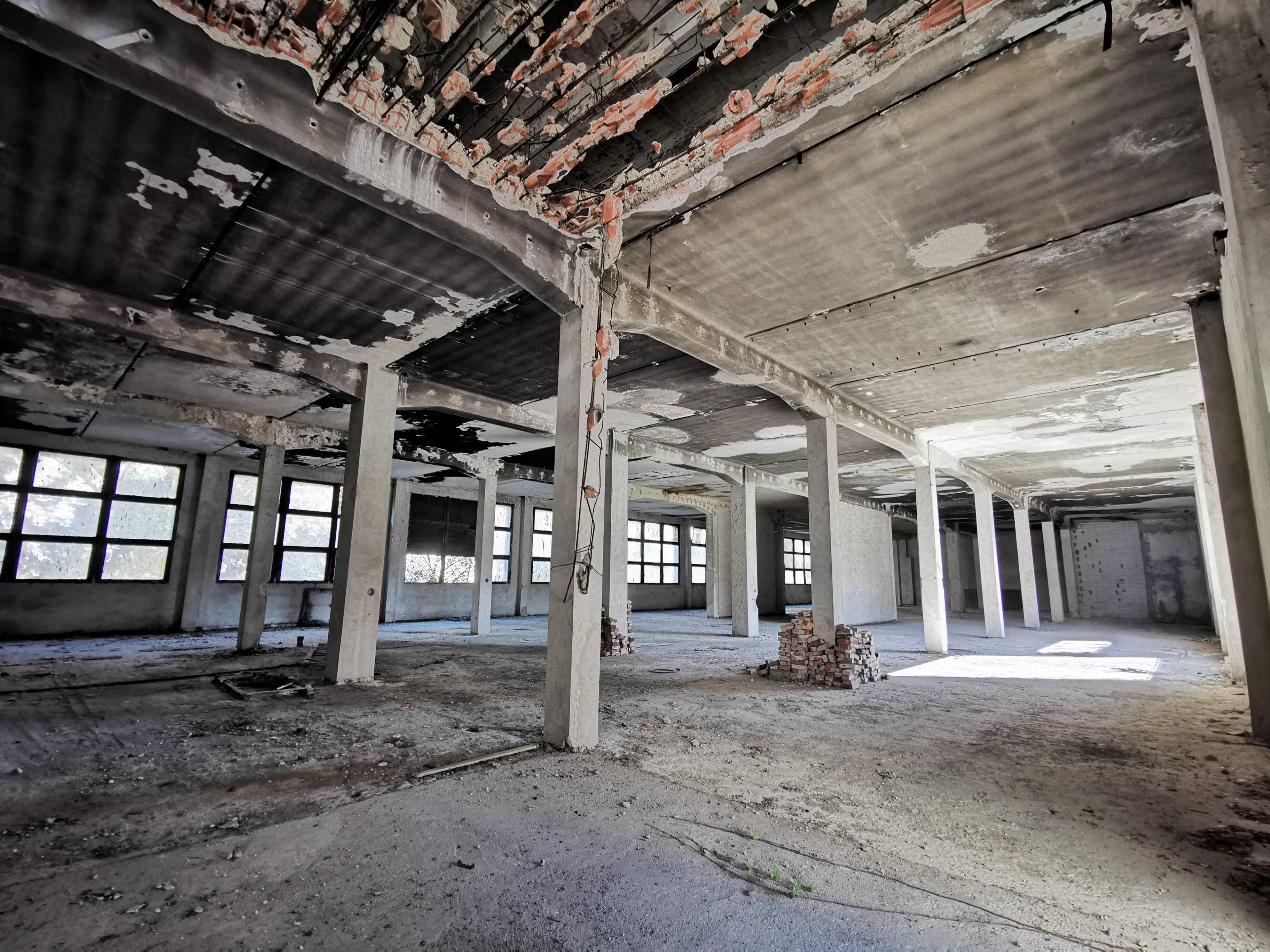
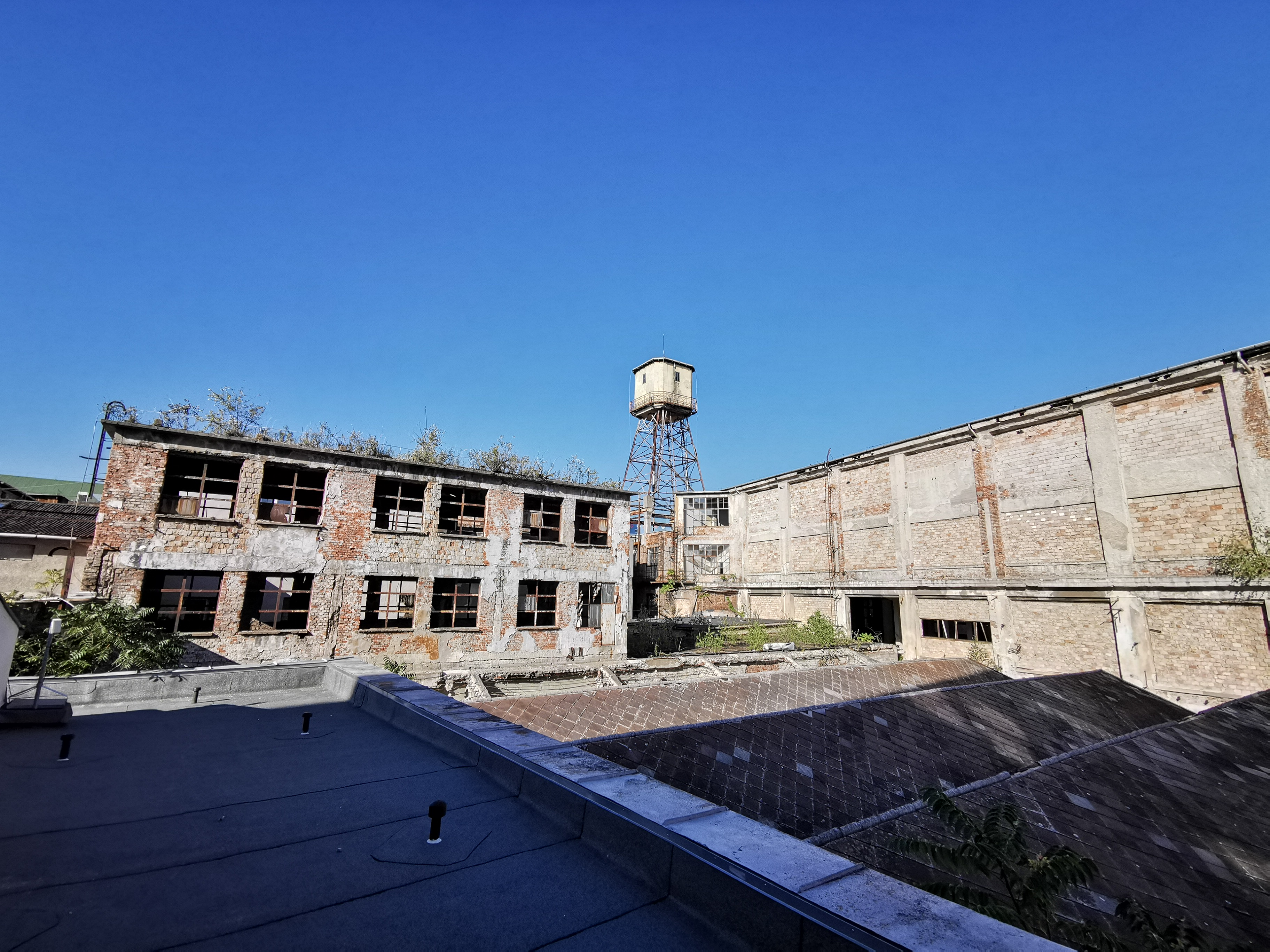
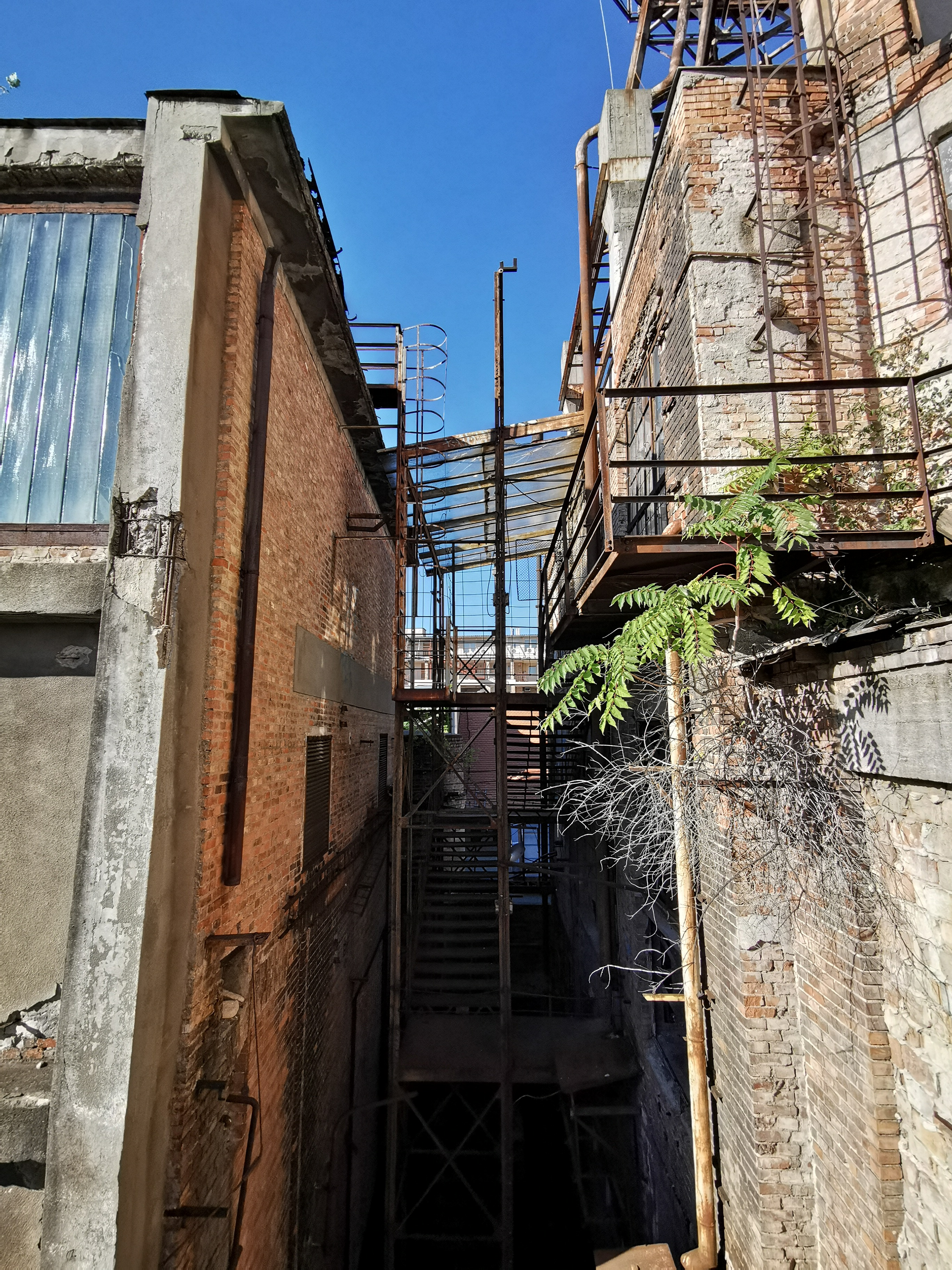
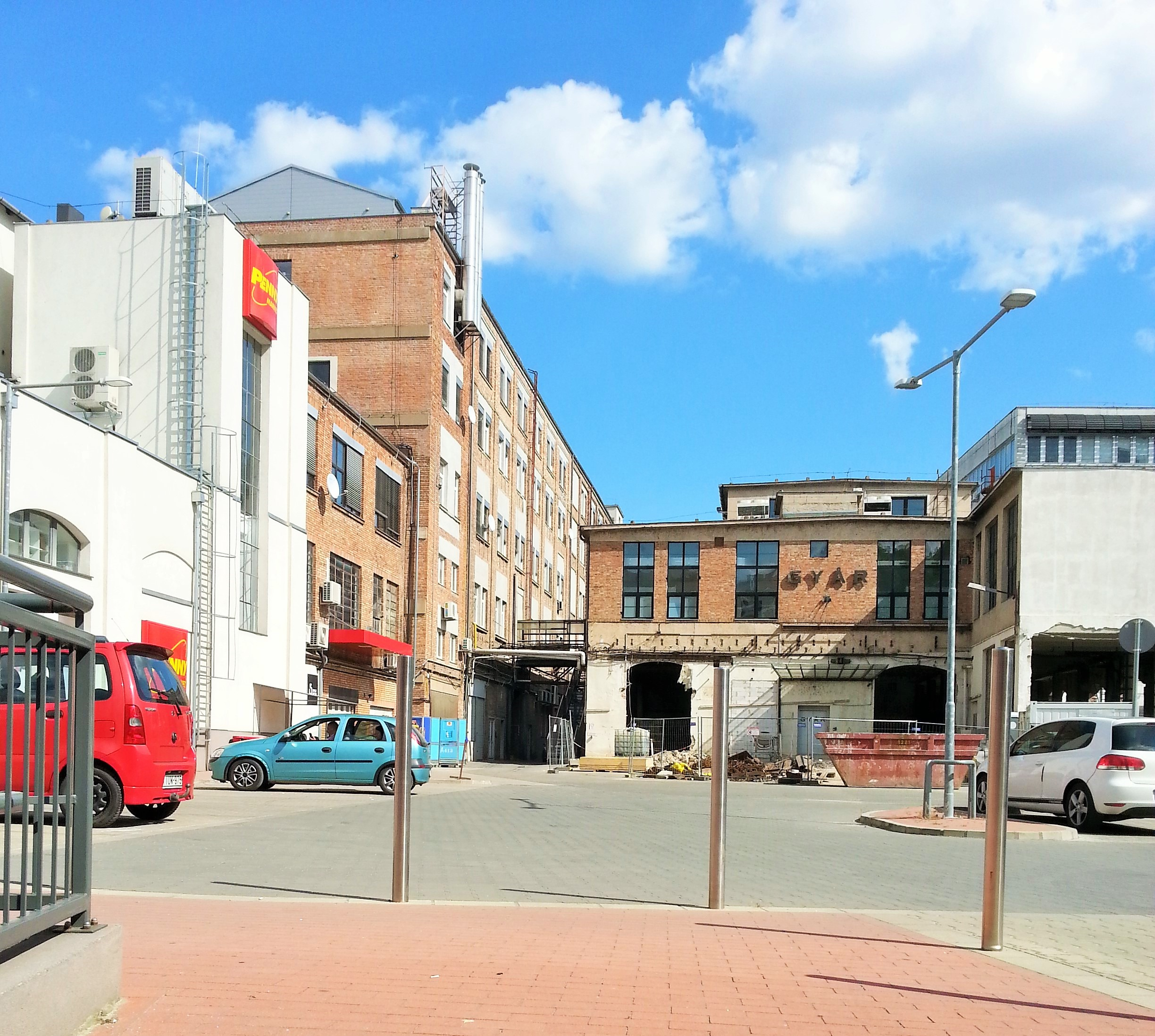
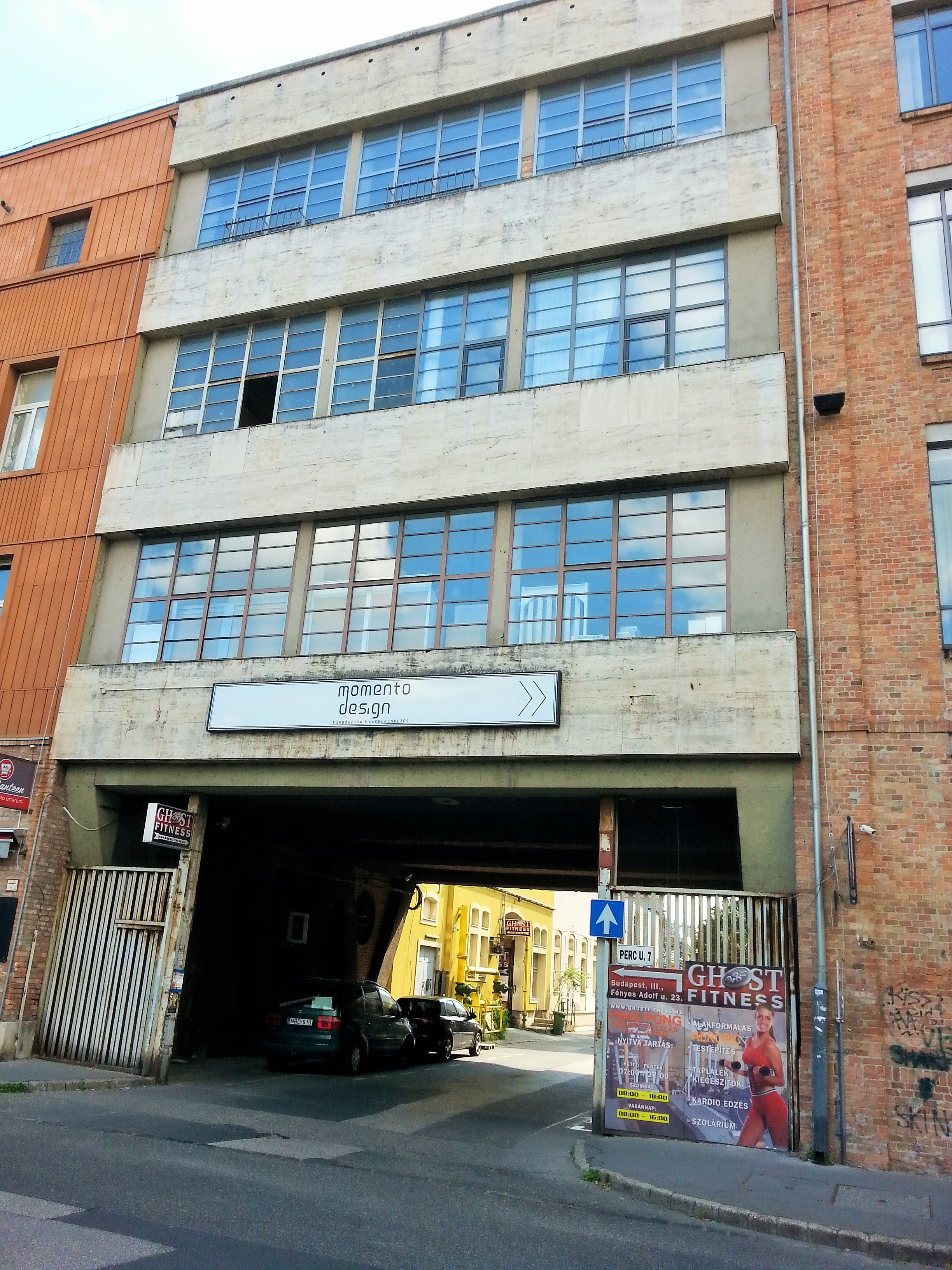
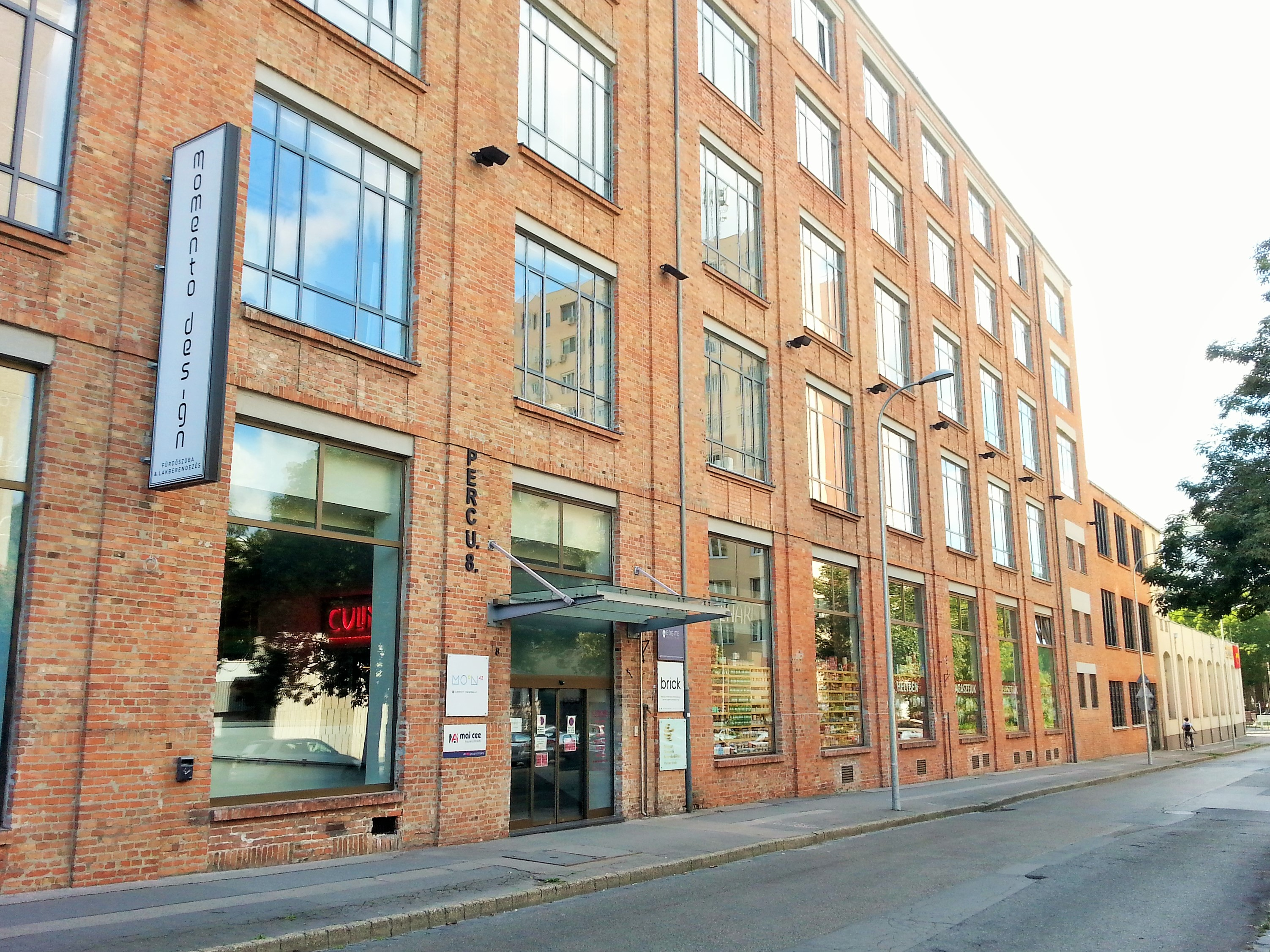
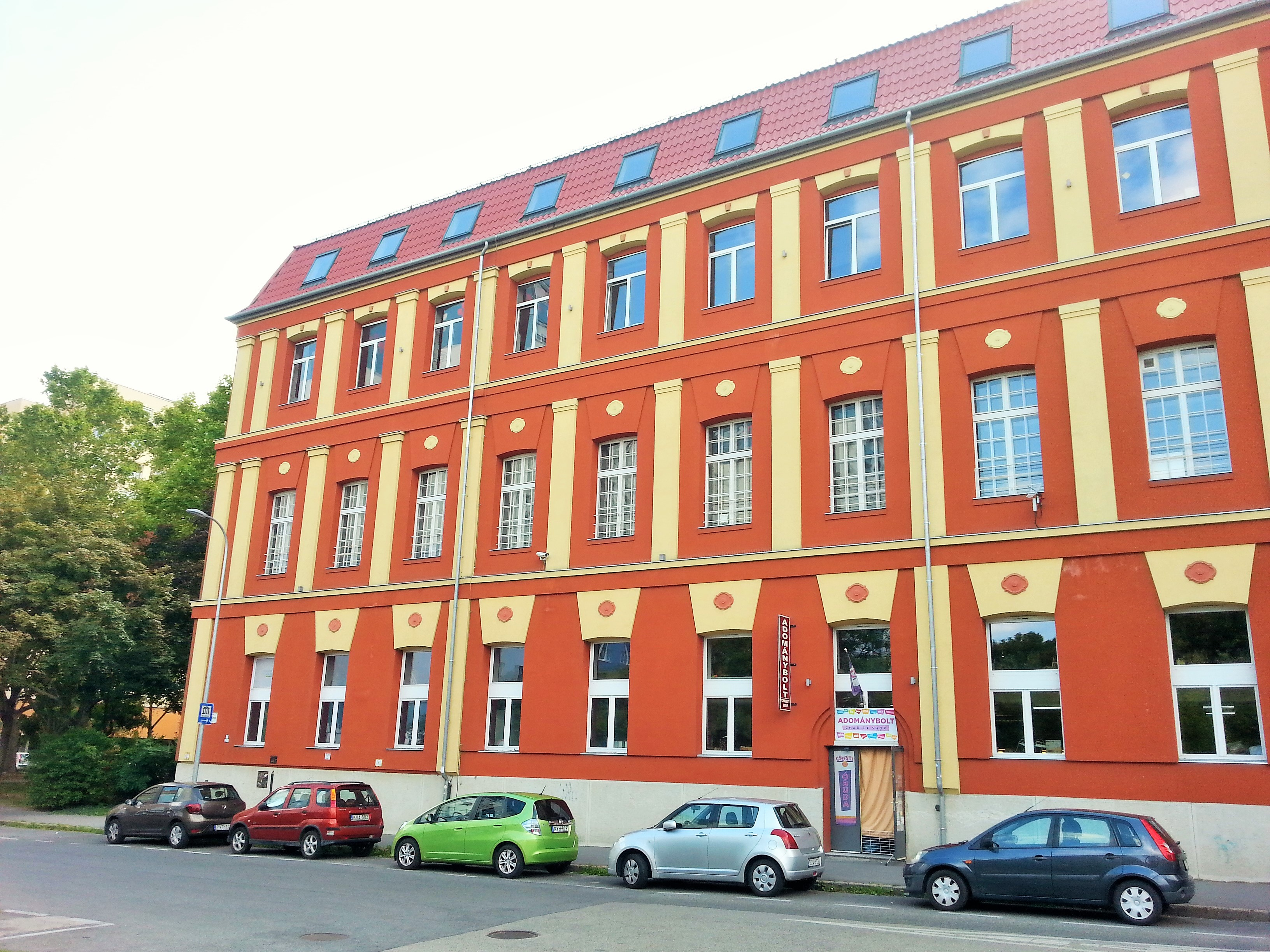
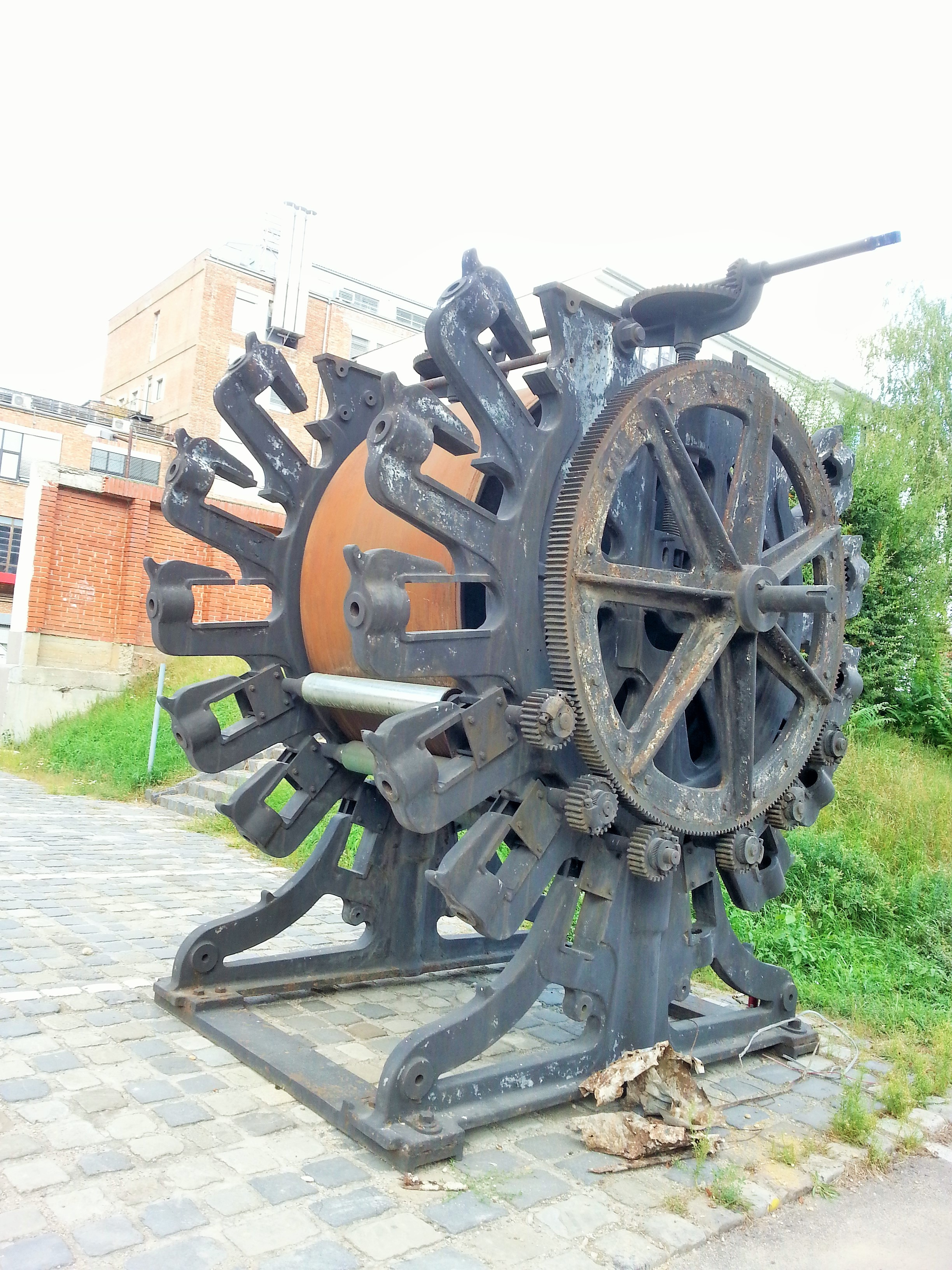

## További információ
Ezért a legmenőbb gyárban dolgozni